# پالرمیتی
پالرمیتی (به ایتالیایی: Palermiti) یک کومونه در ایتالیا است که در استان کاتانزارو واقع شده‌است.

## خصوصیات
پالرمیتی ۱۸ کیلومترمربع مساحت و ۱٬۲۳۷ نفر جمعیت دارد و ۴۹۶ متر بالاتر از سطح دریا واقع شده‌است.